# Civilizações pré-incaicas
| Caral                    | Chavín de Huántar |
| Líneas de Nazca          | Señor de Sipán    |
| Porta do Sol (Tiauanaco) | Chan Chan         |

Dá-se o nome de cilizações pré-incaicas às civilizações que floresceram na região que, futuramente, faria parte do Império Inca (1438 – 1533). Têm sido postuladas muitas maneiras de classificar tais civilizações dentro da história do Peru, sendo que existem duas que estão atingindo um grau de aceitação relevante. A primeira é a cronologia processual (de acordo com o desenvolvimento cultural), do historiador e arqueólogo peruano Federico Kauffmann. A segunda é a cronologia estilística (com base no desenvolvimento artístico), do historiador R. Gordon Willey, consubstanciada em "horizontes" e "intermediários". 